# Thomas Ray Nicely
Thomas Ray Nicely (* 6. Februar 1943; † 11. September 2019) war ein US-amerikanischer Mathematiker. Er war Professor am Lynchburg-College, Virginia. Der Öffentlichkeit bekannt wurde Nicely durch die Entdeckung eines Pentium-Bugs.